# Gregório Lopes

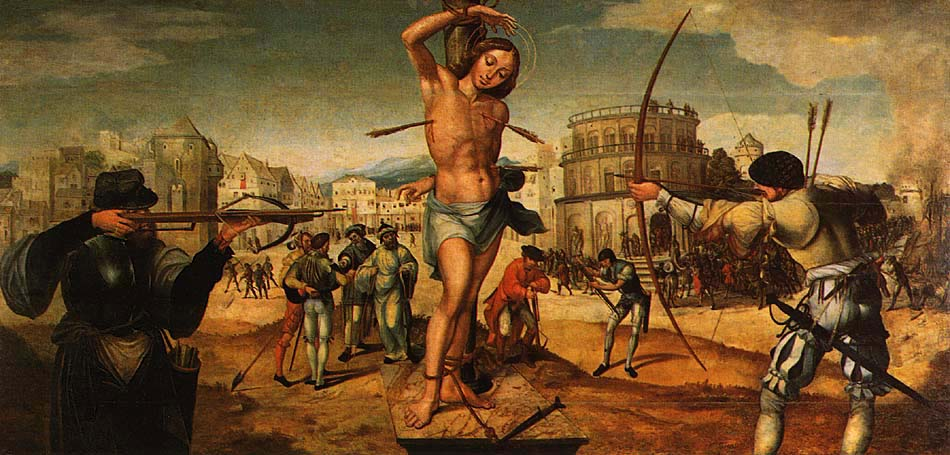
Martiriul Sf. Sebastian de Gregorio Lopes. Această pictură a fost inițial executată pentru Biserica Rotundă a Mănăstirii lui Cristos din Tomar (c.1536). Muzeul Național de Artă Antică, Lisabona

Gregório Lopes (n. 1490, Portugalia – d. 1550, Lisabona, Portugalia) a fost unul din cei mai importanți pictori renascentiști din Portugalia.
Gregorio Lopes a fost educat în atelierul lui Jorge Afonso, pictorul curții regelui Manuel I. Mai târziu, el însuși a devenit pictor de curte atât pentru Manuel I, cât și pentru succesorul său, Ioan al III-lea. În 1514 s-a căsătorit cu fiica lui Jorge Afonso, iar în 1520 a fost făcut cavaler de către prințul Jorge de Lencastre și a intrat în Ordinul Sfântului Iacob.
Tablourile lui Gregorio Lopes sunt alcătuite, în principal, din altare religioase pictate pentru diferite biserici și mănăstiri din centrul Portugaliei.  Între 1520 și 1525 a lucrat (împreună cu Jorge Leal) pictând altare pentru mănăstirea Sfântul Francisc din Lisabona. Tot în anii 1520 a pictat panouri pentru Biserica Paraíso (Paradis), de asemenea, în Lisabona. În prima sa fază, Gregorio Lopes a lucrat, de asemenea, la Sesimbra, Setúbal și la mănăstirea Ferreirim , la aceasta din urmă împreună cu Cristóvão de Figueiredo și Garcia Fernandes.
Pictorul s-a mutat în anii 1530 în orașul Tomar, unde a pictat diferite panouri pentru biserica mănăstirii lui Hristos (1536 – 1539) și principalul altarpiece al Bisericii Sf. Ioan Botezătorul (1538 – 1539).  Ultimele sale lucrări cunoscute includ altare pentru mănăstirea Santos-o-Novo din Lisabona (1540) și mănăstirea Valverde, în apropiere de Évora (1545).
Multe dintre lucrările lui Gregorio Lopes pot fi văzute în Muzeul Național de Artă Antică din Lisabona. Fiul său, Cristóvão Lopes (1516 – 1594), a fost, de asemenea, artist și a lucrat ca pictor de portrete pentru familia regală portugheză.

## Legături externe
- Picturi de Gregorio Lopes (site web despre șase secole de pictură portugheză). Arhivat în 7 ianuarie 2007, la Wayback Machine.